# Cyclosa caligata
Cyclosa caligata är en spindelart som först beskrevs av Tord Tamerlan Teodor Thorell 1890.  Cyclosa caligata ingår i släktet Cyclosa och familjen hjulspindlar. Inga underarter finns listade i Catalogue of Life.